# Бел Сентер (Охајо)
Бел Сентер (енгл. Belle Center) град је у америчкој савезној држави Охајо.

## Демографија
По попису из 2010. године број становника је 813, што је 6 (0,7%) становника више него 2000. године.
| Група             | 2000.       | 2010.       |
| Белци             | 801 (99,3%) | 796 (97,9%) |
| Афроамериканци    | 0 (0,0%)    | 1 (0,1%)    |
| Азијати           | 0 (0,0%)    | 2 (0,2%)    |
| Хиспаноамериканци | 6 (0,7%)    | 5 (0,6%)    |
| Укупно            | 807         | 813         |